# Ratkósebes
Ratkósebes (1899-ig Ratkó-Bisztró, szlovákul: Ratkovské Bystré) község Szlovákiában, a Besztercebányai kerületben, a Nagyrőcei járásban.

## Fekvése
Nagyrőcétől közúton 21 km-re, de légvonalban csak 6 km-re, délkeletre fekszik.

## Története

### Ratkósebes
1413-ban „Byzthra” alakban említik először, de a falu már a 14. század második felében keletkezett. 1450-ben „Byztre” néven említik. 1427-ben 10 portával adózott a birtokos Derencsényi családnak. A 16. században a töröknek fizetett adót. A 17. század végén a Rákóczi-családé volt, majd a 18. századtól több nemesi család birtokolta. Lakói állattartással, bányászattal, később posztógyártással foglalkoztak.
A 18. század végén Vályi András így ír róla: „BISZTRA. Tót falu Gömör Vármegyében, birtokosa Gróf Koháry Uraság, lakosai evangelikusok, fekszik Ratkótol nem meszsze, Fillér mellett, magos, és kopasz hegyek alatt, lakosai rész szerént földmivelésböl, rész szerént pedig vas hámorokból élnek, ’s vastag szűrposztókat is készítenek némellyek. Határja három nyomásbéli, vagyonnyai középszerűek, második Osztálybéli.”
1828-ban 72 házában 690 lakos élt. 1842-ben a falu egy tűzvészben leégett. A 19. században a bányászat volt a fő megélhetési forrás.
A 19. század közepén Fényes Elek eképpen írja le: „Bisztró, tót falu, Gömör és Kis-Honth egyesült vármegyékben, Ratkóhoz északra 2 órányira, magas hegyek közt: 29 kath., 661 evang. lak. Evang. anyaszentegyház. – Sovány, hegyes határa csak zabot, és rozsot terem; tágas legelőjén marhát, különösen pedig sok juhot tart, s ennek gyapjából durva fehér posztót szővén, ezt Rimaszombatban adja el. – F. u. többen. Utolsó postája Rimaszombat.”
Borovszky Samu monográfiasorozatának Gömör-Kishont vármegyét tárgyaló része szerint: „Ratkóbisztró, a Bisztra patak mellett fekvő tót kisközség, körjegyzőségi székhely, 122 házzal, 510 nagyobbára ág. h. ev. vallású lakossal. E község 1413-ban Byztra és Byztre néven a Derencsényiek birtoka. Később a Koháryaké, majd ezekről örökségképen a Coburg herczegi családé lett, mely itt most is birtokos. A község határában aranybánya is van, mely azonban csekély jövedelmezősége miatt nincsen művelés alatt. Itt van a tiszolcz-vashegyi sodronykötélpályának egyik állomása. Lakosai között azelőtt, a kohó- és bányamunkásokon kívül, sok volt a posztós is. A község két izben teljesen leégett. 1842-ben oly nagy volt a tűzvész, hogy a templomban a harangok is elolvadtak. A második nagyobb tűzvész 1889-ben volt, a mikor néhány ház kivételével az egész község leégett. Evangelikus temploma 1787-ben épült. A község postája Ratkó, távírója és vasúti állomása pedig Nagyrőcze.”
A trianoni diktátumig Gömör-Kishont vármegye Ratkói járásához tartozott.
Lakói a háború után mezőgazdaságból, vasércbányászatból éltek. 1964-ben Fillér községgel egyesítették.

### Fillér
Fillér 1427-ben az adóösszeírásban „Filleyer” néven bukkan fel először, amikor 9 porta után adózott. A falu azonban valószínűleg sokkal korábbi és már a 13. században is létezett. Részben a Derencsényi, részben a Zsoldos család birtoka volt. A 17. század második felétől a murányi váruradalom része. Lakói főként állattartással foglalkoztak. 1773-ban 20 jobbágy és 22 zsellércsaládja lakta.
A 18. század végén Vályi András így ír róla: „FILLÉR. Elegyes magyar, és tót falu Gömör Vármegyében, földes Urai Farkas, és több Urak, lakosai katolikusok, fekszik Ratkótól, ’s Rimaszombathoz is mint egy mértföldnyire. Határja hegyes, és közép termékenységű, legelője elég, fája mind a’ kétféle, malma helyben, piatzozása sem meszsze, második Osztálybéli.”
1828-ban 55 házában 567 lakos élt.
A 19. század közepén Fényes Elek eképpen írja le: „Filir, tót falu, Gömör és Kis-Hont egyesült vármegyékben, Ratkohoz északra 2 órányira: 24 kath., 543 evang. lak. Az evang. szentegyház közös Pisztroval, s a két helység közé van épitve. Határa nagyon hegyes és sovány: legelője sok; rétjeit a záporok rongálják. A Derencsényi örökösök birják.”
Borovszky Samu monográfiasorozatának Gömör-Kishont vármegyét tárgyaló része szerint: „Fillér, a ratkói völgyben fekvő tót kisközség, 89 házzal és 469, túlnyomó számban ág. ev. h. vallású lakossal. 1427-ben Filleyer alakban említik. A Derencsényiek birtoka, de a runyai Soldos családnak is volt benne része. Később a Koháryak birtokába került, most pedig Coburg Fülöp herczegnek van itt nagyobb birtoka. A XVIII. században lakosainak nagy része az asztalos-mesterséget gyakorolta. Leginkább szekrényeket és czifra ládákat készítettek, melyeket messze vidékek vásáraira elszállítottak. A mult században a község neve Filirnek is hangzott. Temploma nincsen. Postája Ratkó, távírója és vasúti állomása Nagyrőcze.”
A trianoni diktátumig Gömör-Kishont vármegye Ratkói járásához tartozott.
1964-ben Ratkósebes községgel egyesítették.

## Népessége
| Év:            | 1994. | 2004.    | 2014.   | 2024.    |
| -------------- | ----- | -------- | ------- | -------- |
| Emberek száma: | 466   | 402      | 365     | 289      |
| Eltérés:       |       | -13,73 % | -9,20 % | -20,82 % |

| Év:            | 2023. | 2024.   |
| -------------- | ----- | ------- |
| Emberek száma: | 294   | 289     |
| Eltérés:       |       | -1,70 % |

1910-ben Ratkósebest 529-en, Fillért 513-an lakták, mindkettőt túlnyomórészt szlovákok.
2001-ben 411 lakosából 407 szlovák volt.
2011-ben 389 lakosából 381 szlovák.

## Nevezetességei
- Evangélikus temploma 1787-ben épült, belseje neobarokk.
- Haranglába a 19. században épült klasszicista stílusban.

## Külső hivatkozások
- Községinfó
- Ratkósebes Szlovákia térképén
- E-obce.sk Archiválva 2010. június 8-i dátummal a Wayback Machine-ben